# Letourneur et Marchand

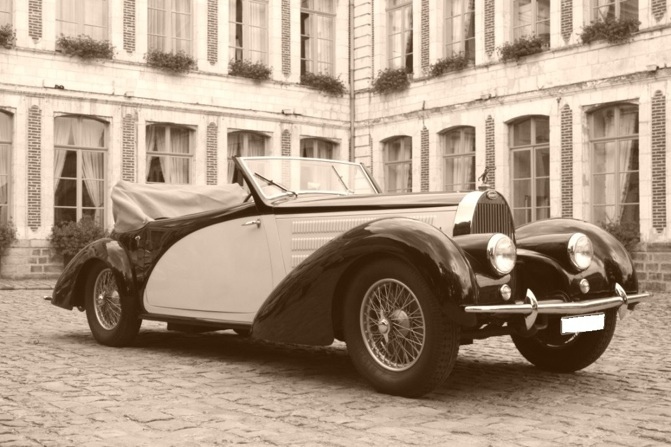
Bugatti Type 57 med Letourneur et Marchand-kaross.

Letourneur et Marchand var en fransk karossmakare, med verksamhet i Île de la Jatte i Paris utkant.
Företaget startades av Jean-Marie Letourneur och Jean-Arthur Marchand 1905. Under första världskriget byggde man flygplanskroppar till stridsflygplan. Under tjugotalet blev Letourneur et Marchand huvudleverantör av karosser till Delage. 1928 kom Letourneurs son Marcel in i firman som huvuddesigner. I slutet av trettiotalet byggde man ett antal anslående aerodynamiska coupé-karosser utan b-stolpe.
Efter andra världskriget försvann de fina franska märkena och med dem marknaden för dyra specialkarosser. I början av femtiotalet byggde Letourneur et Marchand en cabriolet-version av Renault Frégate som såldes via Renaults återförsäljare. Det blev företagets sista stora uppdrag, innan det lades ned 1959.